# Philippe Descola

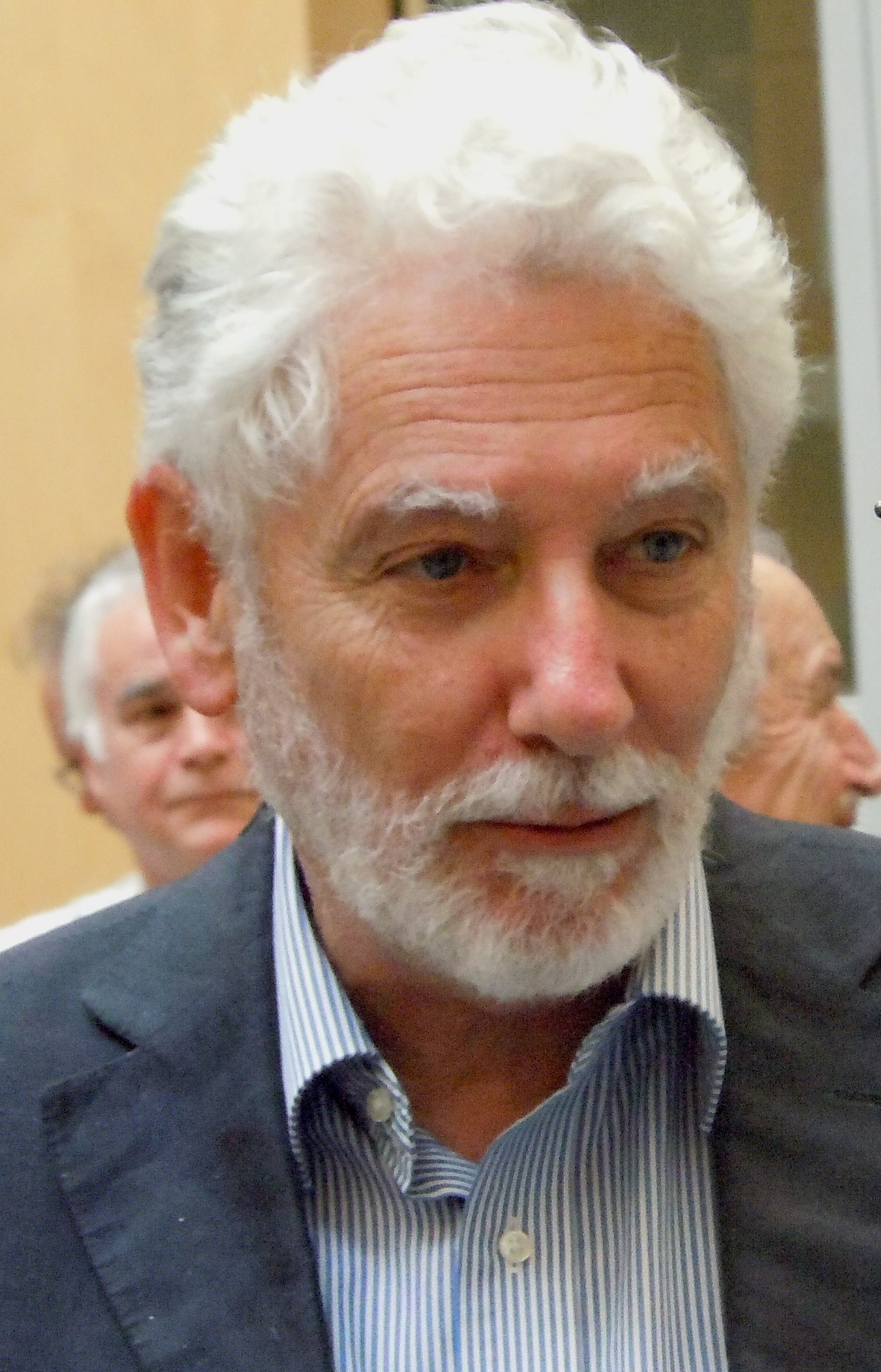
Philippe Descola

Philippe Descola (* 19. Juni 1949 in Paris) ist ein französischer Anthropologe. Er ist als Professor mit der École des hautes études en sciences sociales (EHESS) sowie dem Collège de France in Paris verbunden.

## Leben
Descola ist Absolvent der École normale supérieure Lettres et sciences humaines (ENS LSH) und begann zuerst mit einem Studium der Philosophie. Später wurde er Student beim französischen Anthropologen Claude Lévi-Strauss.
Descola wurde durch seine Studien über die Shuar, eine Gruppe Jivaro-sprechender  Indianer im Urwald des Amazonasgebietes von Ecuador und Peru, bekannt. Diese begannen 1976 und wurden aus Mitteln des Centre national de la recherche scientifique (CNRS) finanziert. Die nächsten zwei Jahre lebte er bei den Achuar im Amazonasbecken. Seit dem Jahr 1987 ist er Professor an der École des hautes études en sciences sociales (EHESS) in Paris.
Descola ist heute (2012) Professor für Anthropologie der Natur am Collège de France in Paris. Seine Ehefrau ist die Anthropologin Anne-Christine Taylor.

## Auszeichnungen
- 2010 wurde Descola in die British Academy aufgenommen.[1]
- 2011 erhielt er den Prix Édouard Bonnefous der Académie des sciences morales et politiques.
- 2012 wurde er Mitglied der American Academy of Arts and Sciences.[2]
- 2012 erhielt er die Médaille d’or du CNRS.
- 2014: International Cosmos Prize[3]

## Werke
- 1986: La nature domestique. Symbolisme et praxis dans l’écologie des Achuar. Éditions de la Maison des sciences de l’homme, Paris 1986, ISBN 2-7351-0165-7.
- 1993: Les lances du crépuscule. Relations Jivaros, Haute Amazonie. Plon, Paris ISBN 2-259-00154-8
  - Übers. Grete Osterwald, 2011: Leben und Sterben in Amazonien. Bei den Jivaro-Indianern. Suhrkamp, Berlin ISBN 978-3-518-58572-6
- 1996: Hg. mit Gísli Pálsson: Nature and Society. Anthropological Perspectives. Routledge, London. E-Book 2004
- 1999: Hg. mit Jacques Hamel und Pierre Lemonnier: La production du social. Autour de Maurice Godelier. Colloque de Cerisy-la-Salle. Fayard, Paris ISBN 2-213-60380-4
- 2005: Par-delà nature et culture. Gallimard, Paris
  - Übers. Eva Moldenhauer, 2011: Jenseits von Natur und Kultur. Suhrkamp, Berlin ISBN 978-3-518-58568-9[4]
- 2010: Diversité des natures, diversité des cultures. Bayard, Paris ISBN 978-2-227-48207-4
- 2011: L’écologie des autres. L’anthropologie et la question de la nature. Éditions Quae, Paris
  - Übers. Eva Moldenhauer, 2014: Die Ökologie der Anderen. Die Anthropologie und die Frage der Natur. Matthes & Seitz, Berlin ISBN 978-3-88221-085-9
- 2014: mit Tim Ingold: Être au monde. Quelle expérience commune ? Presse universitaire de Lyon, 2014, ISBN 978-2-7297-0887-0
- 2021: Les formes du visible. Une anthropologie de la figuration. Editions du Seuil, Paris
  - Übers. Christine Pries: Die Formen des Sichtbaren. Eine Anthropologie der Bilder. Suhrkamp, Berlin 2023, ISBN 978-3-518-58799-7.

## Dokumentation
- Im Gespräch mit Philippe Descola. Regie: Adèle Flaux, Frankreich, 74 Minuten, 2023